# Copa do Mundo FIFA de 1930 - Fase final
A fase final da Copa do Mundo FIFA de 1930 foi jogada entre 26 e 30 de julho. As semifinais foram jogadas em 26 e 27 de julho, com dois dias de descanso antes da final em 30 de julho.

## História
Segundo o formato do torneio, os 13 participantes foram divididos em quatro grupos. Os vencedores de cada grupo iriam diretamente para as semifinais.
As quatro equipes que se classificaram para as semifinais foram Argentina, Uruguai, Estados Unidos e Iugoslávia. Já que não tinha uma chave, um sorteio foi realizado em 23 de julho para decidir os confrontos das semifinais. O anfitrião, Uruguai, pegou a Iugoslávia. Argentina e Estados Unidos fizeram a outra semifinal.

## Participantes
| Grupo | Vencedor       |
| ----- | -------------- |
| 1     | Argentina      |
| 2     | Iugoslávia     |
| 3     | Uruguai        |
| 4     | Estados Unidos |

## Tabela
|  | Semifinais 26 e 27 de julho | Semifinais 26 e 27 de julho |   |  | Final 30 de julho        | Final 30 de julho |  |
|  |                             |                             |   |  |                          |                   |  |
|  | 27 de julho – Centenário    |                             |   |  |                          |                   |  |
|  | Uruguai                     | 6                           |   |  |                          |                   |  |
|  | Iugoslávia                  | 1                           |   |  |                          |                   |  |
|  |                             |                             |   |  |                          |                   |  |
|  |                             |                             |   |  | 30 de julho – Centenário |                   |  |
|  |                             |                             |   |  | Uruguai                  | 4                 |  |
|  |                             | Argentina                   | 2 |  |                          |                   |  |
|  |                             |                             |   |  |                          |                   |  |
|  |                             |                             |   |  |                          |                   |  |
|  |                             |                             |   |  |                          |                   |  |
|  | 26 de julho – Centenário    |                             |   |  |                          |                   |  |
|  | Argentina                   | 6                           |   |  |                          |                   |  |
|  | Estados Unidos              | 1                           |   |  |                          |                   |  |

## Semifinais

### Argentina x Estados Unidos
O jogo estava empatado até o meia estadunidense Raphael Tracey se machucar aos 19 minutos. Logo depois, a Argentina abriu o placar com o meia Luis Monti. Tracey deixou o jogo no intervalo e, já que não existiam substituições, os Estados Unidos tiveram que jogar com 10 homens. Eles também viram o goleiro Jimmy Douglas machucar o ombro aos 15 minutos do segundo tempo. Os argentinos marcaram outros cinco gols e venceram a partida, se tornando a primeira seleção a estar em um final de Copa do Mundo.
| 26 de julho | Argentina                                                     | 6 – 1     | Estados Unidos | Estádio Centenário, Montevidéu             |
| 14:45       | Monti 20' · Scopelli 56' · Stábile 69' 87' · Peucelle 80' 85' | Relatório | Brown 89'      | Público: 72,886 Árbitro: BEL John Langenus |

| Argentina | Estados Unidos |

| GK                                   | Juan Botasso         |
| FB                                   | José Della Torre     |
| FB                                   | Fernando Paternoster |
| HB                                   | Juan Evaristo        |
| HB                                   | Luis Monti           |
| HB                                   | Rodolfo Orlandini    |
| FW                                   | Carlos Peucelle      |
| FW                                   | Alejandro Scopelli   |
| FW                                   | Guillermo Stábile    |
| FW                                   | Manuel Ferreira      |
| FW                                   | Mario Evaristo       |
| Treinador:                           |                      |
| Francisco Olazar Juan José Tramutola |                      |

| GK            | Jimmy Douglas    |  |     |
| FB            | Alexander Wood   |  |     |
| FB            | George Moorhouse |  |     |
| HB            | Jimmy Gallagher  |  |     |
| HB            | Raphael Tracey   |  | 45' |
| HB            | Andy Auld        |  |     |
| FW            | Billy Gonsalves  |  |     |
| FW            | Tom Florie       |  |     |
| FW            | Bert Patenaude   |  |     |
| FW            | Jim Brown        |  |     |
| FW            | Bart McGhee      |  |     |
| Treinador:    |                  |  |     |
| Robert Millar |                  |  |     |

### Uruguai x Iugoslávia
A Iugoslávia abriu o placar aos 4 minutos com Đorđe Vujadinović e teve um gol anulado aos 9 minutos. Os uruguaios se recuperaram e Pedro Cea empatou. Eles viraram ainda no primeiro tempo com mais dois gols. No segundo tempo, a nação anfitriã fechou o resultado com mais outros três gols, e Cea fez um hat-trick. Os iugoslavos contestaram profundamente as decisões da arbitragem nos terceiro e quarto gols uruguaios, mas sem sucesso. O Uruguai avançou à final em casa.
| 27 de julho | Uruguai                                         | 6 – 1     | Iugoslávia     | Estádio Centenário, Montevidéu            |
| 14:45       | Cea 18' 67' 72' · Anselmo 20' 31' · Iriarte 61' | Relatório | Vujadinović 4' | Público: 79,867 Árbitro: BRA Almeida Rego |

| Uruguai | Jugoslávia |

| GK              | Enrique Ballesteros |
| FB              | José Nasazzi        |
| FB              | Ernesto Mascheroni  |
| HB              | José Andrade        |
| HB              | Lorenzo Fernández   |
| HB              | Álvaro Gestido      |
| FW              | Pablo Dorado        |
| FW              | Héctor Scarone      |
| FW              | Peregrino Anselmo   |
| FW              | Pedro Cea 87'       |
| FW              | Santos Iriarte      |
| Treinador:      |                     |
| Alberto Suppici |                     |

| GK              | Milovan Jakšić      |
| FB              | Milutin Ivković     |
| FB              | Dragan Mihajlović   |
| HB              | Milorad Arsenijević |
| HB              | Ljubiša Stefanović  |
| HB              | Momčilo Đokić       |
| FW              | Aleksandar Tirnanić |
| FW              | Blagoje Marjanović  |
| FW              | Ivan Bek 30'        |
| FW              | Đorđe Vujadinović   |
| FW              | Branislav Sekulić   |
| Treinador:      |                     |
| Boško Simonović |                     |

## Final
| 30 de julho | Uruguai                                          | 4 – 2     | Argentina                  | Estádio Centenário, Montevidéu             |
| 15:30       | Dorado 12' · Cea 57'< · Iriarte 68' · Castro 89' | Relatório | Peucelle 20' · Stábile 37' | Público: 68,346 Árbitro: BEL John Langenus |

| Uruguai | Argentina |

| GK              | Enrique Ballesteros |
| RB              | José Nasazzi        |
| LB              | Ernesto Mascheroni  |
| RH              | José Andrade        |
| LH              | Álvaro Gestido      |
| CH              | Lorenzo Fernández   |
| IR              | Héctor Scarone      |
| IL              | Pedro Cea           |
| OR              | Pablo Dorado        |
| CF              | Héctor Castro       |
| OL              | Santos Iriarte      |
| Treinador:      |                     |
| Alberto Suppici |                     |

| GK                                   | Juan Botasso         |
| RB                                   | José Della Torre     |
| LB                                   | Fernando Paternoster |
| RH                                   | Pedro Suárez         |
| LH                                   | Juan Evaristo        |
| CH                                   | Luis Monti           |
| IR                                   | Manuel Ferreira      |
| IL                                   | Francisco Varallo    |
| OR                                   | Mario Evaristo       |
| CF                                   | Guillermo Stábile    |
| OL                                   | Carlos Peucelle      |
| Treinadores:                         |                      |
| Francisco Olazar Juan José Tramutola |                      |